# Campionati norvegesi di sci alpino 1978
I Campionati norvegesi di sci alpino 1978 si svolsero a Geilo e Oppdal tra il 15 e il 19 febbraio; furono assegnati i titoli di discesa libera, slalom gigante, slalom speciale e combinata, sia maschili sia femminili.

## Risultati

### Uomini

#### Discesa libera
| Pos. | Atleta             | Nazione  |
| ---- | ------------------ | -------- |
| 1    | Erik Håker         | Norvegia |
| 2    | Stein Ivar Halsnes | Norvegia |
| 3    | Kjell Waløen       | Norvegia |

Data: 15 marzo

Località: Oppdal

#### Slalom gigante
| Pos. | Atleta         | Nazione  |
| ---- | -------------- | -------- |
| 1    | Jarle Halsnes  | Norvegia |
| 2    | Erik Håker     | Norvegia |
| 3    | Jostein Masdal | Norvegia |

Data: 18 febbraio

Località: Geilo

#### Slalom speciale
| Pos. | Atleta                | Nazione  |
| ---- | --------------------- | -------- |
| 1    | Odd Sørli             | Norvegia |
| 2    | Jarle Halsnes         | Norvegia |
| 3    | Knut Erik Johannessen | Norvegia |

Data: 19 febbraio

Località: Geilo

#### Combinata
| Pos. | Atleta           | Nazione  |
| ---- | ---------------- | -------- |
| 1    | Erik Håker       | Norvegia |
| 2    | Nils Een         | Norvegia |
| 3    | Paul Arne Skajem | Norvegia |

### Donne

#### Discesa libera
| Pos. | Atleta           | Nazione  |
| ---- | ---------------- | -------- |
| 1    | Bente Dahlum     | Norvegia |
| 2    | Torill Fjeldstad | Norvegia |
| 3    | Gro Lundberg     | Norvegia |

Data: 15 febbraio

Località: Oppdal

#### Slalom gigante
| Pos. | Atleta           | Nazione  |
| ---- | ---------------- | -------- |
| 1    | Bente Dahlum     | Norvegia |
| 2    | Torill Fjeldstad | Norvegia |
| 3    | Øydis Skille     | Norvegia |

Data: 18 febbraio

Località: Geilo

#### Slalom speciale
| Pos. | Atleta             | Nazione  |
| ---- | ------------------ | -------- |
| 1    | Anne Dorte Carlson | Norvegia |
| 2    | Bente Dahlum       | Norvegia |
| 3    | Torill Fjeldstad   | Norvegia |

Data: 19 febbraio

Località: Geilo

#### Combinata
| Pos. | Atleta           | Nazione  |
| ---- | ---------------- | -------- |
| 1    | Bente Dahlum     | Norvegia |
| 2    | Torill Fjeldstad | Norvegia |
| 3    | Kari Bjerke      | Norvegia |